# Hjalmar Andersson
Svensk Hjalmar Zakeus (Hjalmar) Andersson (Ljusnarsberg, 13 juli 1889 – Insjön, 2 november 1971), was een Zweedse atleet.

## Biografie
Andersson nam deel aan de Olympische Zomerspelen 1912 en won de gouden medaille met het veldloopteam, individueel won hij de bronzen medaille.

## Palmares

### veldlopen
- 1912:  OS (individueel) - 45.44,8
- 1912:  OS (landenteams)

1912: Hjalmar Andersson, John Eke, Josef Ternström ·
1920: Teodor Koskenniemi, Heikki Liimatainen, Paavo Nurmi ·
1924: Heikki Liimatainen, Paavo Nurmi, Ville Ritola